# جمعور
جمعور هي إحدى مناطق التي تتبع لمحافظة بيشة في الجنوب الغربي وتتبع منطقة عسير في المملكة العربية السعودية.

## الموقع
تقع جمعور شمال محافظة بيشة، تتبع لمركز النقيع ولبلدية النقيع، قريبة من محافظة رنية. حيث تقع على الطريق الرابط بين محافظتي بيشة ورنية.

## المرافق
يوجد في جمعور حديقة جمعور، ومركز للضبط الأمني، ومركز للفرز الصحي.

## جبل جمعور
يوجد في جمعور جبل يسمي جبل جمعور.